# Місто за рікою
Місто за рікою ("Die Stadt hinter dem Strom") — роман Германа Казака (1896-1966) , опублікований в 1947 році в Берліні. Поряд з романами Томаса Манна і Гюнтера Грасса вважається одним з найбільш знакових німецьких романів, написаних у Німеччині після Другої світової війни.

## Значення
Роман  "Місто за рікою по праву належить до "золотого" фонду німецької класики, до прекрасних зразків інтелектуальної прози. У цьому романі закладена особлива проблематика: в жанровій формі роману виховання "відливаються" роздуми автора про людину, про його природу і сутність, про сенс життя і смерті. Будучи вже зрілим майстром, письменник розумів, що таємниця життя полягає зовсім не в зовнішніх формах буття, що за кожною миттю життя бачиться щось велике і важливе, але таке, що відкривається тільки поетові.

## Історія
Герман Казак почав роботу над «Містом за річкою» в 1942 році, а в 1946 скорочений варіант роману був опублікований в берлінській газеті Der Tagesspiegel. Закінчений варіант був виданий в 1947 році. Роман був добре прийнятий і незабаром переведений на кілька мов. У 1949 році Козак отримав премію Теодора Фонтане. У 1955 німецький композитор Ханс Фогт пише оперу Місто за річкою, прем'єра якої проходить у Вісбадені.
Козак не залишив нацистську Німеччину, він відноситься до так званих письменників "внутрішньої еміграції". Роман написаний у руслі післявоєнної міфологічної прози, але в ньому також спостерігаються елементи магічного реалізму, екзистенціалізму та експресіонізму.
У своєму творі Козак спробував показати і пояснити сенс життя і смерті для людини, закономірності буття і неминучість руйнування. У романі порушені глобальні проблеми, які завжди хвилювали людство в цілому і в Німеччині зокрема, і основною з проблемних питань як для людства, так і для героя, є питання вибору між гуманним і антигуманним, війною і світом, життям і смертю.

## Зміст
Головний герой роману – Роберт Ліндхоф, вчений, отримує запрошення на роботу в якесь місто за річкою. Прибувши в безіменне місто, герой зустрічає свою кохану, Анну, і батька, яких вважав померлими. В Префектурі Роберт справляється про свою роботу та Високий Комісар оголошує про його призначення архіваріусом міського Архіву. Роберт погоджується, але залишається в сумніві. Основне і єдине його завдання – ведення Хроніки міста мертвих, що викликає у  Ліндхофа великі труднощі. Вирішивши, що Хроніка повинна бути вільна від всіх суб'єктивних зауважень, Роберт вирішує спочатку проникнути в усі таємниці міста.
Місто за річкою – дзеркало Третього рейху: життя і поведінка городян у місті строго регулюються і контролюються; перевірці піддаються не тільки кожне письмове висловлювання, але і навіть думки, які при нагоді використовуються як обвинувальний матеріал.
В кінці роману Роберт  Ліндхоф повертається в світ живих і бачить ті ж руїни, те ж місто, і, по суті, мертвих жителів. Він не сходить з поїзда, а продовжує подорожувати вічним мандрівником  по зруйнованій країні у вагоні поїзда, читаючи всім свою Хроніку. Роберт вмирає від серцевого нападу, побачивши свою сім'ю, – і знову опиняється в місті за річкою, тепер як житель, не пам'ятаючи, що вже жив у ньому.

## Стиль та художня форма
Роман містить ускладнену систему символів, мотивів і образів. В літературі післявоєнній Німеччині це - один з найзагадковіших творів. Поєднуючи форми казки, алегорії, антиутопії, подорожі, автор перетворює нехитрий в принципі сюжет – "сходження в країну смерті" – у художнє дослідження внутрішнього світу людини, розгортає перед читачем загадкові глибини і таємниці людської поведінки. Письменник химерно переплітає міфологеми минулого (пошук істини, блукання в лабіринті, воскресіння з мертвих, ідентифікація себе) з "новими" міфологемами ХХ століття (місто-привид, місто в руїнах, мертвий місто), а життя людини і хід історії представляє в символічних картинах потойбічного світу.
Художню форму роману "Місто за річкою" багато в чому визначають традиції німецького роману виховання XVIII століття.  Головний герой як би обставляється цілою системою персонажів-двійників, які створюють ідеализуюче або, навпаки, пародіюють його портрети, змушують його, таким чином, пізнавати себе. В результаті такої епічної розробки образу відбувається активізація нових можливостей життя на межі "я" і "не-я", що сприяє не тільки психологічної, а й етико-філософської розробки проблеми духовного розвитку людини. В основі сюжетно-композиційної структури романа Козака лежить характерна для даного виду романа ступінчастість, поетапність, поступовість як необхідні ступені духовного розвитку персонажа: неосвіченість – просвітленність, осмисленість свого буття - просвітництво інших.